# Atyina
Atyina (vagy Vocsin, horvátul: Voćin) falu és község (općina) Horvátországban Verőce-Drávamente megyében.

## Fekvése
Szalatnoktól légvonalban 15, közúton 24 km-re délnyugatra, Verőcétől légvonalban 26, közúton 38 km-re délkeletre a Papuk-hegység területén, a Voćinska-patak völgyében fekszik.

## A község települései
A faluközösséghez tartozó falvak: Atyina, Bokane, Ćeralije, Novo Kusonje, Donje Kusonje, Gornje Kusonje, Dobrić, Đuričić, Gornji Meljani, Hum, Humváros, Kometnik-Jorgići, Kometnik-Zubići, Kuzma, Lisičine, Macute, Mačkovac, Popovac, Rijenci, Sekulinci és Smude.

## Története
A község területén az emberi élet legősibb nyomai Macute határában találhatók. A Bokanéról Macutéra vezető út déli oldalán, Bokanétól mintegy egy kilométerre nyugatra három, mezőgazdasági művelés alatt álló domb magasodik. Ezen a helyen a szántások során már régóta kerámia töredékek, megmunkált kövek, kőszerszámok kerültek elő. A leleteket a szakemberek a Sopot kultúra utolsó időszakára, az i. e. 2600 és 2400 közötti időre keltezték. A plébániatemplom újjáépítése során 2002-ben Atyina központjában is bronzkori leleteket találtak. A szentély padozata alatt az urnamezős kultúrához (i. e. 1300 - i. e. 750) tartozó két hamvasztásos sír került elő. Mindez azt bizonyítja, hogy a település helyén már a bronzkorban is emberi település volt, melynek temetője a templom környékén feküdt.
A mai települést a 12. században „Achtyna”, illetve „Othyna” néven említik először. Nevezetessége a határában a Papuk-hegységben álló Atyina várának romja, amely Engel Pál szerint 1313-ban a Monoszló nembeli Egyed tulajdonában volt, tehát a 14. század elején már biztosan állt. Ekkor az Aba nembeli Athynai családé lett. A család kihaltával 1434-ben Zsigmond király a várat és uradalmát a Garaiaknak adta. 1481-ben Garai Jób halálával a birtok újra a királyra szállt, de ténylegesen özvegye Újlaki Fruzsina és annak nővére Katalin birtokolták. Bár Ulászló király többször is Corvin Jánosnak ígérte 1498-ban mégis Somi Józsa temesi ispán birtoka lett. Halála után 1508-ban a Batthyány család birtokába került, akik 1543-ig megtartották.
A vár alatt álló középkori Szent Miklós plébániatemplomot 1334-ben említik először „Item ecclesia sancti Nicolai de sub Castro Othina” alakban. A mai Szűz Mária tiszteletére szentelt plébániatemploma 1494-ben épült. Ferences és klarissza kolostorát a 15. század végén (1496 előtt) Újlaki Miklós lányai, Katalin és Fruzsina építtették. 1513-ban 55 adózó portát írtak össze a településen.
Az ígéretes fejlődést a török hódítás törte derékba, mely során a templom és kolostorok elpusztultak. Maradványaikat a török kőbányaként használta. Ennek ellenére a templom egyes gótikus részei fennmaradtak. A templomot később 18. században újjáépítették és amióta a lourdes-i szűzanya szobra ide került nevezetes zarándokhely lett.
1543-ban török kézre került a vár és a település. A török a várat nem pusztította el és a település sem volt lakatlan. Ibrahim Merimbegović pasa feljegyzése szerint 70 háza volt és 70 katonát adott a török hadseregbe. 1686. szeptember 10-én nagy harcban foglalták vissza a keresztény erők, mivel a török a várat a végsőkig tartotta. A településnek az ostrom után csak 10 romos háza maradt, vára pedig teljesen romokban hevert, csak néhány belső fala maradt állva. A felszabadítás után 1703-ban királyi adományként a várat és az uradalmat Caraffa di Stigliano gróf kapta, aki még az évben elhunyt. A birtokot felesége és fia Carlo Otto örökölte, aki a kincstárnak adta el. A kincstár szuhopoljei uradalmához tartozott.
Az első katonai felmérés térképén „Dorf Vuchin” néven találjuk. Lipszky János 1808-ban Budán kiadott repertóriumában „Vucsin” néven szerepel. Nagy Lajos 1829-ben kiadott művében „Vuchin” néven 157 házzal, 511 katolikus és 568 ortodox vallású lakossal szerepel az oppidumok között.
1775-ben Erdődy-birtok lett, majd a század végén az uradalmat Jankovich Ivan Nepomuk vásárolta meg. 1817-ben bekövetkezett halálakor a birtokfelosztás során létrejött vocsini uradalmat fia József örökölte. 1896-ban Jankovich László halálakor gelsei Guttmann Ödön és testvére vásárolta meg. A 19. században jelentős gazdasági fellendülés következett be, üveggyár és vasút épült, mely Atyinát a közeli Cačincivel kötötte össze. A központban tüdőbetegek részére szanatóriumot építettek.
1869-ben 26, 1910-ben 190 lakosa volt. 1910-ben a népszámlálás adatai szerint lakosságának 28%-a szerb, 27%-a horvát, 25%-a magyar, 5%-a német anyanyelvű volt. Verőce vármegye Szalatnoki járásának része volt. 1918-ban a lázadó parasztok a kastélyt felgyújtották. Az első világháború után 1918-ban az új szerb-horvát-szlovén állam, majd később (1929-ben) Jugoszlávia része lett. A második világháborúban a templomot ismét lerombolták és csak 1973-ban épült újjá a burgenlandi horvátok segítségével. 1942. január 13-án az usztasák mintegy 200 kometniki és dobrići szerb lakost gyilkoltak meg a településen. A nőket és a gyermekeket a zdenci gyűjtőtáborba hajtották, majd a házakat kirabolták és felgyújtották. 1991-ben a falu 1569 főnyi lakosságának 64%-a szerb, 27%-a horvát nemzetiségű volt. A délszláv háború idején a település már a szerb támadások kezdetekor a szerbek kezére került. Közelében működött a sekulinci tábor, ahol a környékbeli szerbeket a JNA fegyverekkel látta el. Később a tábor fogolytáborként működött. A szerb megszállás utolsó napjaiban 1991. december 12-én és 13-án Dragoslav Bokan „fehér sasai” 45 helybeli horvátot gyilkoltak meg itt. December 14-én a templomot és a házak többségét teljesen lerombolták. Ekkor a környékbeli települések is hasonló sorsra jutottak. A település december 15-én felszabadult a szerb megszállás alól. Ma főként a faipar a mezőgazdasági termelés és szarvasmarha tenyésztés ad az ittenieknek megélhetést. 2011-ben faluközösségnek 2382, a falunak magának 1191 lakosa volt.

## Lakossága
| Lakosság változása | Lakosság változása | Lakosság változása | Lakosság változása | Lakosság változása | Lakosság változása | Lakosság változása | Lakosság változása | Lakosság változása | Lakosság változása | Lakosság változása | Lakosság változása | Lakosság változása | Lakosság változása | Lakosság változása | Lakosság változása |
| ------------------ | ------------------ | ------------------ | ------------------ | ------------------ | ------------------ | ------------------ | ------------------ | ------------------ | ------------------ | ------------------ | ------------------ | ------------------ | ------------------ | ------------------ | ------------------ |
| 1857               | 1869               | 1880               | 1890               | 1900               | 1910               | 1921               | 1931               | 1948               | 1953               | 1961               | 1971               | 1981               | 1991               | 2001               | 2011               |
| 1.221              | 1.359              | 1.201              | 1.483              | 1.524              | 1.884              | 1.817              | 1.980              | 1.082              | 1.460              | 1.567              | 1.489              | 1.558              | 1.569              | 1.161              | 1.191              |

## Nevezetességei
- Atyina várának romjai[9] a Papuk-hegységben, a falu nyugati része feletti 300 méteres erdős magaslaton találhatók. A helyiek által Turski gradnak, azaz Törökvárnak nevezett romokat mára benőtte a fenyőerdő és a sűrű növényzet. A várhely teteje vese alakot formáz, de romokat csak a délkeleti részen, egy már messziről is látható szikla felett lehet látni. A várhegy legmagasabb pontján, a nyugati részen, valószínűleg az egykori lakótorony helyén ma egy fából épített kilátó áll. A várat délről meredek sziklafal, a többi oldalon sánc és mély sáncárok védte. Területe régészetileg még feltáratlan.
- A Sarlós Boldogasszony plébániatemplomot[10] valószínűleg Mátyás király emeltette a 15. század második felében későgótikus stílusban, támpillérekkel megerősített sokszögű szentéllyel. A szentély mögött állt a harangtorony, alatta a sekrestyével. Átellenben a hajóhoz három kápolna csatlakozott. Az épületet értékes gótikus épületrészek, magas diadalív, díszes ablakkeretek, kőfaragványok, széles, gótikus kapuzat díszítették. A külső részen megmaradt a török háborúkban lerombolt ferences kolostor kerengőjét tartó konzolsor. A templom a második világháborúban a németek felgyújtották, de az 1970-es években újjáépítették. 1991-ben a szerb támadók földig rombolták, csak az oldalfalak egy része maradt meg. A 2002-ben kezdődött újjáépítési munkálatoknak köszönhetően a templom ismét régi fényében ragyog. Az újjáépítés során a szentély nyugati részének padozata alatt két késő bronzkori urnás sírt találtak. Az urnákban hamvak, mellettük pedig néhány edény volt, melyekbe az elhunytnak útravalóul szánt ételeket tették. A szakemberek a leleteket az urnamezős kultúrához tartozónak nyilvánították.
- A Szent Istenhordozó Atya tiszteletére szentelt pravoszláv parochiális templomát 1790-ben építették. A templomot 1942. január 9-én az usztasák felgyújtották, a parókia épületét pedig földig rombolták. A templomot 1976-ban újjáépítették és Szent Nedleja tiszteletére szentelték újra. 1991 decemberében a falut visszafoglaló horvátok felgyújtották.
- A falu nyugati szélén, közvetlenül a vár alatt állt a Jankovich család kastélya, melyet az Osztrák-Magyar Monarchia összeomlásának napjaiban a helyi parasztok nemzeti hevületükben felgyújtottak. A fennmaradt ábrázolások szerint a kastély 45 méter hosszú és 15 méter széles, emeletes épület volt. A keleti főhomlokzat a falu irányába nézett. Gjuro Szabo szerint a kastély a 18. században, Kunich Mihály szerint 1820 körül épült. A régi barokk épületet a 19. század közepe táján Jankovich József gróf átépíttette és bővíttette, ekkor nyerte el a végső formáját. A régi, szerényebb homlokzatokhoz a keleti és nyugati oldalon is oszlopcsarnokokat építettek, az északi és déli oldalra pedig teraszok épültek. A kastélyt övező több, mint hat hektáros parknak ma csak a helye látható. Egykori szökőkútja, tavai, vízesései, virágoskertje, berendezési tárgyai, a növényritkaságok, az üvegház, a gazdasági épületek mára mind eltűntek.
- A település melletti „Gradina” nevű helyen őskori erődített település maradványai találhatók, melyek értékes információk lehetséges forrásai a régió múltjáról. A terepalakzatokból ítélve a település lenyűgöző méretű volt, és fontos stratégiai jelentőséggel bírt az akkori lakosság számára.[11]
- A Papuk Természetvédelmi Parkot 1999-ben alapították. 2007-ben geológiai értékei miatt Papuk Geopark néven Horvátország első geoparkja lett. A park geomorfológiai, klimatikus és vegetációs viszonyai biztosítják a növényzet és állatvilág rendkívüli gazdagságát. Területét 96%-ban erdő borítja, melynek domináns fafajtája a bükk. Megtalálható itt a közép-európai fauna minden képviselője. Mintegy kétszáz évvel ezelőtt ezt a területet még medvék, farkasok, hiúzok lakták. Ma a Papuk sűrű erdeiben szarvasok, vaddisznók, rókák, nyestek élnek. A terület kiváló élőhelye számos madárfajnak. A denevérek fő élőhelye az Uviraljka-barlang. Mintegy 1300 növényfaj, az ország flórájának több, mint negyede él itt.
- A Djedovica-patak völgyében, az Atyina-Kamenska út mentén, a település déli bejáratának közelében található az egyedülálló természeti képződmény a Rupnica. Területén egykor kőbánya működött és 1948-ban nyilvánították védett területté. Több száz, vagy ezer bazaltoszlop, mint valami hatalmas orgonasípok, meredeznek, függőlegesen, kissé vagy egészen meghajolva. Alattuk letöredezett végek, négyszög, ötszög, hatszög keresztmetszettel. Az egykor itt működött vulkán megkövesedett lávájából keletkeztek. A legrégibb kőzetek kora 70 millió év.

## Kultúra
A település kulturális és művészeti egyesülete a KUD „Voćin”, melyet 2000-ben alapítottak. A községi önkormányzat és néhány szponzor támogatásával a mai napig is működik és 55 tagot számlál. Tambura és folklórcsoportja működik. Az egyesület Szlavónia északnyugati, hegyvidéki részének hagyományait, dalait, táncait ápolja. 2005-ben rekonstruálták az akkor már több, mint 70 éve nem hordott helyi népviseletet. Fellépnek a térség folklór műsoraiban és az egyházi rendezvényeken.

## Sport
- NK „Voćin” labdarúgóklub. A klubot 1921-ben alapították, a megyei első ligában szerepel.
- ŠRU „Parstva” sporthorgász egyesület
- ŠLU „Jelen” vadásztársaság